# 小行星6947
小行星6947（6947 Andrewdavis）是一颗绕太阳运转的小行星，为主小行星带小行星。该小行星于1981年3月1日发现。

## 轨道参数
小行星6947的轨道半长轴为2.3981693 UA，离心率为0.063。